# Gilera 500 LTE
La Gilera 500 LTE ( in teoria VLTE e cioè Valvole Laterali, Telaio Elastico) fu una motocicletta prodotta dalla Gilera di Arcore dal 1937 al 1945. Insieme alle Bianchi 500 M, Benelli 500 VLM e Moto Guzzi Alce, equipaggiò i reparti del Regio Esercito su tutti i fronti della seconda guerra mondiale, rimanendo poi in servizio con l'Esercito Italiano. Da essa fu sviluppata l'ottima motocarrozzetta Gilera Marte.

## Tecnica
Il telaio è monoculla, in tubolari d'acciaio, con sospensione anteriore a parallelogramma e posteriore elastica brevettata dalla Gilera. Il motore a benzina è un monocilindrico verticale a quattro tempi con carburatore Dell'Orto MC 26 F, a valvole laterali, erogante 12 hp a 3800 giri/min. La cilindrata è di 498 cm³, con alesaggio di 84 mm e corsa di 90 mm. Il cambio a quattro velocità si aziona con leva a mano a destra del serbatoio; la trasmissione è a catena. I freni sono a tamburo.